# Krugerville
Krugerville és una població dels Estats Units a l'estat de Texas. Segons el cens del 2000 tenia 903 habitants.

## Demografia
Segons el cens del 2000, Krugerville tenia 903 habitants, 318 habitatges, i 262 famílies. La densitat de població era de 484,2 habitants/km².
Dels 318 habitatges en un 37,7% hi vivien nens de menys de 18 anys, en un 76,1% hi vivien parelles casades, en un 4,4% dones solteres, i en un 17,3% no eren unitats familiars. En el 14,2% dels habitatges hi vivien persones soles el 4,4% de les quals corresponia a persones de 65 anys o més que vivien soles. El nombre mitjà de persones vivint en cada habitatge era de 2,84 i el nombre mitjà de persones que vivien en cada família era de 3,15.
Per edats la població es repartia de la següent manera: un 27,4% tenia menys de 18 anys, un 6,4% entre 18 i 24, un 29,6% entre 25 i 44, un 28,1% de 45 a 60 i un 8,5% 65 anys o més.
L'edat mediana era de 37 anys. Per cada 100 dones de 18 o més anys hi havia 99,4 homes.
La renda mediana per habitatge era de 60.114 $ i la renda mediana per família de 65.357 $. Els homes tenien una renda mediana de 41.161 $ mentre que les dones 27.083 $. La renda per capita de la població era de 23.595 $. Aproximadament el 3,4% de les famílies i el 3% de la població estaven per davall del llindar de pobresa.

## Poblacions més properes
El següent diagrama mostra les poblacions més properes.